# Guds källa har vatten tillfyllest, en gåva av strömmande liv
Guds källa har vatten tillfyllest, en gåva av strömmande liv är en psalm av Bo Setterlind från 1978. Tonsättningen är efter en tysk folkmelodi.
Setterlinds text är upphovsrättsligt skyddad till och med 2031.

## Publicerad i
- Den svenska psalmboken 1986, 1986 års Cecilia-psalmbok, Psalmer och Sånger 1987, Segertoner 1988 och Frälsningsarméns sångbok 1990 som nr 236 under rubriken "Skuld - förlåtelse".